# 南里研二
南里 研二（なんり けんじ、1992年6月8日 - ）は、佐賀県出身の男性セーリング選手。2020年東京オリンピックセーリングレーザー級日本代表。

## 来歴
佐賀市出身。9歳の時に玄海セーリングクラブで競技を始める。佐賀県立唐津西高等学校に進学し、国体少年男子で3連覇を達成。卒業後は佐賀県ヨットハーバーに勤務しながら国内外の大会で活躍。2015年に三重県体育協会、2018年に百五銀行（三重県津市）と所属を変更し、練習拠点も三重県の津市ヨットハーバーに移した。レーザー級の国内トップ選手だが同クラスは世界で最も普及している部門であり、2度に渡り日本が出場枠を獲得できずに五輪出場を逃したが、2019年の世界選手権で日本人トップの57位となり五輪出場枠を獲得。最終選考会を兼ねた2月の世界選手権でも日本勢首位の座につけ、オリンピック出場内定を得た。
2020年東京オリンピックセーリング男子レーザー級では、10レース終えて30位となり、最終のメダルレースには進めなかった。